# Lacépède
Lacépède (okzitanisch: La Cepeda) ist eine französische Gemeinde mit 316 Einwohnern (Stand: 1. Januar 2022) im Département Lot-et-Garonne in der Region Nouvelle-Aquitaine. Lacépède liegt im Arrondissement Agen und gehört zum Kanton Le Confluent. Die Einwohner werden Lacépèdais genannt.

## Geografie
Lacépède liegt etwa 20 Kilometer nordwestlich von Agen. Umgeben wird Lacépède von den Nachbargemeinden Saint-Sardos im Norden, Montpezat im Nordosten, Prayssas im Süden und Osten, Saint-Salvy im Süden und Südwesten sowie Bourran im Westen und Nordwesten sowie Lafitte-sur-Lot im Nordwesten.

## Bevölkerungsentwicklung
| Jahr                       | 1962 | 1968 | 1975 | 1982 | 1990 | 1999 | 2006 | 2018 |
| -------------------------- | ---- | ---- | ---- | ---- | ---- | ---- | ---- | ---- |
| Einwohner                  | 352  | 324  | 328  | 252  | 275  | 247  | 278  | 317  |
| Quellen: Cassini und INSEE |      |      |      |      |      |      |      |      |